# Yusef Asfar
Yusef Asfar (El Cairo, 16 de noviembre de 1917-París, 20 de octubre de 2010) fue un deportista egipcio que compitió en esgrima, especialista en la modalidad de espada. Ganó una medalla de bronce en el Campeonato Mundial de Esgrima de 1949 en la prueba por equipos.

## Palmarés internacional
| Campeonato Mundial | Campeonato Mundial | Campeonato Mundial | Campeonato Mundial |
| Año                | Lugar              | Medalla            | Prueba             |
| ------------------ | ------------------ | ------------------ | ------------------ |
| 1949               | El Cairo (Egipto)  | Medalla de bronce  | Espada por equipos |